# Список неиспользуемых чемпионских титулов WWE
World Wrestling Entertainment (WWE) (рус. Всемирная федерация рестлинга) — крупнейшая в мире федерация профессионального рестлинга. Чемпионские титулы WWE создавались и создаются для использования их рестлерами, заключившими контракт с федерацией. Титулы распределяются между рестлерами в ходе сюжетных линий (англ. Storyline), основа которых — противостояние между двумя или более рестлерами (англ. Feud или рус. противостояние). За всю более чем 50-летнюю историю федерации сменилось более сорока различных титулов и наград. Титулы делятся на три категории: дивизионные титулы (которые использовались определённой группой рестлеров, чем-то ограниченной, например пределами ростера бренда), специальные титулы (титулы, которые не являлись основными, но играли особую роль, например титул Миллиона долларов) и титулы по весовой категории. Первый официально созданный титул WWE — Командное чемпионство Соединённых Штатов WWWF (англ. WWWF United States Tag Team Championship), был создан в 1958 году, а первый чемпионский титул среди женщин (англ. WWF/E Women's Championship) — в 1956 году.

## История

### 1950—1969
В 1953 году WWE (тогда ещё как Capitol Wrestling Corporation или CWC) присоединилась к альянсу National Wrestling Alliance (NWA), вследствие чего рестлеры из CWC получили возможность претендовать на титулы NWA. В 1958 году CWC создаёт свой первый титул — Командное чемпионство Соединённых Штатов, первыми обладателями которого стали Дон Кертис и Марк Левин, выигравшие титул в апреле этого года. В 1963 году CWC переименовывается в WWWF (World Wide Wrestling Federation) и разрывает партнёрские соглашения с NWA. Создаётся новый титул — WWWF World Heavyweight Championship (в будущем ставший титулом чемпиона WWE), а к уже созданному титулу Командное чемпионство Соединённых Штатов добавилась приставка WWWF. Этот титул был упразднён в 1967 году, а позже в 1971 году был создан чемпионат Командных чемпионов Мира WWWE. Также одноимённый командному чемпионству Соединённых Штатов WWWF одиночный титул Чемпион Соединённых Штатов WWWF в тяжёлом весе созданный в 1963 году, перестал использоваться в 1976 году, (хотя в будущем он был возрождён с новой историей).

### 1970—1999
В 1970-х — 1980-х годах WWWF сформировали партнёрские соглашения с федерациями/промоушенами профессионального рестлинга New Japan Pro-Wrestling (NJPW), Universal Wrestling Federation (UWF) и Universal Wrestling Association (UWA), в результате чего некоторые титулы этих компаний были использованы рестлерами WWWF. В 80-е года WWWF переименовывается в WWF (World Wrestling Federation) и разрывает партнёрские соглашения с NJPW и UWF. Некоторые титулы этих федераций так и остались в WWF — один титул от UWF и три титула от NJPW (Международное чемпионство WWF в тяжёлом весе от UWF а также чемпионство WWF в тяжёлом весе среди юниоров, чемпионство мира по боевым искусствам WWF в тяжёлом весе и Международное командное чемпионство WWF от NJPW). В это же время в WWF также существовало несколько других титулов: чемпионство Северной Америки WWF в тяжёлом весе (1979—1981), чемпионство Канады WWF (1985—1986) и Командное чемпионство WWF среди женщин (1983—1989). Несмотря на названия отдельных чемпионатов, чемпионом этих титулов мог стать любой рестлер/рестлерша (например титул чемпион Канады WWF мог завоевать не канадец). После разрыва партнёрства с Universal Wrestling Association (UWA) к WWF перешли титулы Интерконтинентального командного Чемпионство WWF и чемпионства WWF в полутяжёлом весе. В 1996 году созданное Тедом Дибиаси ст. чемпионство на миллион долларов было официально упразднено, хотя его создание не было санкционировано WWF но признавалось, впоследствии было на недолгий промежуток времени восстановлено Тедом Дибиаси мл.

### 2000—2019
В марте 2001 года WWF приобрела все активы World Championship Wrestling (WCW), включая и её чемпионские титулы (титулы чемпионство мира WCW в тяжёлом весе, Командное чемпионство мира WCW и чемпионство WCW в первом тяжёлом весе В конце 2001 года, WWF упразднили два чемпионата, (чемпионство мира WCW и Командное чемпионство WCW) объединив их со своими действующими — чемпионатом WWF, который стал называться Неоспоримое чемпионство WWF и командным чемпионством мира WWF соответственно. При этом существовавший у WWF свой чемпионат полутяжеловесов был упразднён и объединён с пришедшим из WCW чемпионатом WCW в первом тяжёлом весе сменивший после этого названия на чемпионат WWF в первом тяжёлом весе (который, в свою очередь упразднили в 2008 году). В 1999 году WWF после судебного процесса с «Всемирным фондом дикой природы» (тоже WWF) меняет название на (WWFE) World Wrestling Federation Entertainment, а позже на (WWE) (World Wrestling Entertainment); в том же году упраздняются титулы хардкорного чемпиона и чемпиона Европы, которые были объединены с титулом Интерконтинентального чемпиона.
Также WWE в 2003 году приобретает активы Extreme Championship Wrestling (ECW) а в 2006 году создаёт на их базе третий бренд — WWE ECW, в придачу к брендам Raw и SmackDown. Вместе с возникновением бренда, возрождают и его главный чемпионский титул — чемпиона мира ECW. В 2010 году бренд был закрыт, а титул был окончательно упразднён (последним чемпионом ECW стал Иезекиил Джексон).
Созданный ещё в 1971 году титул Командное чемпионство мира WWE был упразднён и объединён и созданным в 2002 году — командным титулом WWE а с 9 августа 2009 года титул стал носит название Объединённое командное чемпионство WWE. Тем не менее титул командных чемпионов Мира WWE продолжал действовать ещё год, до 16 августа 2010 года, когда руководство WWE решило вручить эти пояса (модели 2002 года) в качестве награды двум членам группировки Династия Хартов — (Тайсону Кидду и Дэвиду Харту Смиту) которые были на тот момент чемпионами. Таким образом Династия Хартов — (Тайсон Кидд и Дэвид Харт Смит) стали последними обладателями этого титула (то есть титул перестал что-либо значить, но при этом стал своеобразным послужным орденом для команды).
Оригинальный женский чемпионат — женское чемпион WWE (созданный NWA в 1956 году) был упразднён в третий и последний раз и объединён с другим женским чемпионатом чемпионатом Див (созданный в 2008 году). 19 сентября 2010 года в матче с «дровосеками» на Night of Champions (2010) титул стал именоваться объединённое чемпионство WWE среди див после победы чемпионки див Мишель Маккул над чемпионкой женщин Лейлой. Таким образом, последней женское чемпион WWE оригинального женского чемпионата стала Лайла.
Чемпионство мира WCW в тяжёлом весе возрождённое как новый чемпионат — чемпионат мира в тяжёлом весе, в 2002 году, как второй мировой чемпионат в WWE во время первого деление брендов. В этот период чемпионат тяжеловесов был главным на бренде Raw а чемпионат WWЕ был закреплён и защищался на бренде SmackDown. Первое разделения на бренды закончилось в 2011 году, это позволило обоим обладателям чемпионств появиться на обоих шоу. 15 декабря 2013 года чемпион мира в тяжёлом весе Джон Сина встретился с чемпионом WWЕ Рэнди Ортоном в матче «TLC» на TLC: Tables, Ladders & Chairs (2013), где чемпионство тяжеловесов было объединено с чемпионством WWЕ, поскольку Ортон победил Сину. На данном Pay-per-view было объявлено, что чемпионат будет носить название чемпионат мира WWE в тяжёлом весе и продолжит историю чемпионата WWE, а чемпионат мира в тяжёлом весе будет упразднён. Рэнди Ортон стал последними чемпионом мира в тяжёлом весе.

### 2020 — настоящее время
В сентябре 2016 WWE вели в оборот новое чемпионство для дивизиона полутяжеловесов чемпионат WWE в первом тяжёлом весе. В конце 2019 года чемпионство было переведено из основного ростера в подготовительный, с последующим переименованием в чемпионат NXT в первом тяжёлом весе. 4 января 2022 года на новогоднем выпуске NXT: New Year's Evil (2022) в матче чемпион против чемпиона действующий обладатель титула полутяжей Родерик Стронг проиграл Североамериканскому чемпиону Кармело Хейсу после чего титул был упразднён, Кармело Хейс же стал последним чемпионом полутяжеловесов.

## Неиспользуемые чемпионские титулы

### Мужские чемпионства
| Чемпионский титул                                                                                              | Дата создания         | Первый чемпион(ы) (Название команды)             | Дата упразднения     | Последний чемпион(ы) (Название команды)         | Примечания | Ссылки                                       |
| --- | --------------------- | ------------------------------------------------ | -------------------- | ----------------------------------------------- | --- | -------------------------------------------- |
| Мировые |                       |                                                  |                      |                                                 | |                                              |
| Чемпионат мира по боевым искусствам в тяжёлом весе WWF WWF World Martial Arts Heavyweight Championship (англ.) | 18 декабря 1978 года  | Антонио Иноки                                    | 31 декабря 1989 года | Антонио Иноки                                   | Титул перестал использоваться после окончания срока действия соглашения между WWE и NJPW. | [ 16 ] [ Прим. 1 ]                           |
| Чемпионат мира WCW в тяжёлом весе WCW World Heavyweight Championship (англ.)                                   | 23 марта 2001 года    | Букер Ти                                         | 9 декабря 2001 года  | Крис Джерико                                    | Титул был упразднён в связи с объединением нескольких титулов в Чемпионство WWE. | [ 26 ] [ Прим. 2 ] [ Прим. 3 ]               |
| Чемпионат мира в тяжёлом весе World Heavyweight Championship (англ.)                                           | 2 сентября 2002 года  | Triple H                                         | 16 декабря 2013 года | Рэнди Ортон                                     | Титул был упразднён в связи с объединением c титулом Чемпионство WWE. | [ 50 ]                                       |
| Чемпионат мира ECW в тяжёлом весе ECW World Heavyweight Championship (англ.)                                   | 13 июня 2006 года     | Роб Ван Дам                                      | 16 февраля 2010 года | Иезекиил Джексон                                | Титул перестали использовать после финального эпизода программы WWE ECW, из-за расформирования бренда. | [ 40 ] [ Прим. 4 ] [ Прим. 5 ] [ Прим. 6 ]   |
| Второстепенные                                                                                                 |                       |                                                  |                      |                                                 | |                                              |
| Международный чемпионат WWF в тяжёлом весе WWF International Heavyweight Championship (англ.)                  | июнь 1959 года        | Антонио Рокка                                    | 31 октября 1985 года | Тацуми Фудзинами                                | Титул перестал использоваться после окончания срока действия соглашения между WWE и NJPW. | [ 14 ] [ Прим. 7 ]                           |
| Чемпионат Соединённых Штатов WWWF в тяжёлом весе WWWF United States Heavyweight Championship (англ.)           | 6 апреля 1963 года    | Бобо Бразил                                      | 1 марта 1976 года    | Бобо Бразил                                     | Титул перестал использоваться WWE без официального объявления. | [ 11 ]                                       |
| Чемпионат Северной Америки WWF в тяжёлом весе WWF North American Heavyweight Championship (англ.)              | 13 февраля 1979 года  | Тед Дибиаси                                      | 23 апреля 1981 года  | Сейджи Сакагучи                                 | Титул стал предшественником Интерконтинентального чемпионства, после объединения его с вымышленным чемпионством — Чемпионатом Южной Америки WWF в тяжёлом весе. | [ 18 ] [ Прим. 8 ]                           |
| Чемпионат Канады WWF WWF Canada Championship (англ.)                                                           | 18 августа 1985 года  | Дино Браво                                       | 22 января 1986 года  | Дино Браво                                      | Браво был единственным обладателем этого титула. Титул перестали использовать без официального объявления. | [ 19 ]                                       |
| Чемпионат Европы WWE WWE European Championship (англ.)                                                         | 26 февраля 1997 года  | Британский Бульдог                               | 22 июля 2002 года    | Роб Ван Дам                                     | Титул был упразднён в связи с объединением титулов чемпиона Европы, чемпиона Хардкора c интерконтинентальным чемпионством WWE. | [ 32 ]                                       |
| Командные |                       |                                                  |                      |                                                 | |                                              |
| Командный чемпионат Соединённых Штатов WWWF WWWF United States Tag Team Championship (англ.)                   | июль 1958 года        | Дон Кертис и Майкл Левин                         | 29 июля 1967 года    | Арион Спайрс и Бруно Саммартино                 | Титулы перестали использоваться WWE без официального объявления. | [ 6 ]                                        |
| Международный командный чемпионат WWF WWF International Tag Team Championship (англ.)                          | 1 июня 1969 года      | Тору Танака и Мицу Аракава                       | 31 октября 1985 года | Тацуми Фудзинами и Кэнго Кимура                 | Титулы перестали использоваться после окончания срока действия соглашения между WWE и NJPW. | [ 17 ]                                       |
| Командный чемпионат мира WWE World Tag Team Championship (англ.)                                               | 3 июня 1971 года      | Люк Грэм и Тарзан Тайлер                         | 16 августа 2010 года | Династия Хартов (Дэвид Харт Смит и Тайсон Кидд) | Титулы были упразднены в связи с объединением c Командным чемпионством WWE в апреле 2010 года. | [ 29 ] [ 42 ] [ Прим. 9 ]                    |
| Интерконтинентальный командный чемпионат WWF WWF Intercontinental Tag Team Championship (англ.)                | 7 января 1991 года    | Перро Агуайо и Гран Хамада                       | июль 1991 года       | Перро Агуайо и Гран Хамада                      | Агуайо и Хамада были единственными обладателями этих титулов. | [ 21 ]                                       |
| Командный чемпионат мира WCW WCW World Tag Team Championship (англ.)                                           | 23 марта 2001 года    | Прирождённые Триллеры (Шон О’Хайр и Чак Паламбо) | 18 ноября 2001 года  | Братья Дадли (Бабба Рей Дадли и Ди-вон Дадли)   | Титулы были упразднены в связи с объединением с Командным чемпионством мира WWE. | [ 27 ] [ Прим. 2 ] [ Прим. 3 ]               |
| Дивизионы |                       |                                                  |                      |                                                 | |                                              |
| Чемпионат WWF в тяжёлом весе среди юниоров WWF Junior Heavyweight Championship (англ.)                         | сентябрь 1965 года    | Поль Де Голль                                    | 31 октября 1985 года | Кобра                                           | Титул перестал использоваться после окончания срока действия соглашения между WWE и NJPW. | [ 15 ]                                       |
| Чемпионат WWF в полутяжёлом весе WWF Light Heavyweight Championship (англ.)                                    | 7 декабря 1997 года   | Така Мичиноку                                    | 8 марта 2002 года    | Икс-Пак                                         | Титул был упразднён в связи с объединением c титулом Чемпиона WCW в первом тяжёлом весе пришедшего из WCW. | [ 22 ] [ Прим. 10 ] [ Прим. 11 ]             |
| Чемпионат WWE в первом тяжёлом весе WWE Cruiserweight Championship (англ.)                                     | 27 октября 1991 года  | Брайан Пиллман                                   | 4 марта 2008 года    | Хорнсвоггл                                      | Титул перестали использовать без официального объявления. | [ 28 ] [ Прим. 2 ] [ Прим. 12 ] [ Прим. 13 ] |
| Чемпионат NXT в первом тяжёлом весе NXT Cruiserweight Championship (англ.)                                     | 14 сентября 2016 года | Ти Джей Перкинс                                  | 4 января 2022 года   | Кармело Хейс                                    | Титул был упразднён в связи с объединением c титулом Североамериканского чемпиона NXT. | [ 62 ]                                       |
| Другие чемпионаты                                                                                              |                       |                                                  |                      |                                                 | |                                              |
| Чемпионат на миллион долларов Million Dollar Championship (англ.)                                              | 15 февраля 1989 года  | Тед Дибиаси (ст.)                                | 24 августа 2021 года | Кэмерон Граймс                                  | Тед Дибиаси (ст.) создал этот титул без согласия с руководством WWF/WWE. Контроль семьи Дибиаси над титулом закончился после того, как Теда Дибиаси (мл.) победил Голдаст (с Аксаной). Позже титул был отыгран обратно семье Дибиаси. В 2021 Дибиаси (ст.) возродил его в NXT, впоследствии его перестали использовать. | [ 63 ]                                       |
| Хардкорный чемпионат WWE WWE Hardcore Championship (англ.)                                                     | 2 ноября 1998 года    | Мэйнкайнд                                        | 26 августа 2002 года | Роб Ван Дам                                     | Титул был упразднён в связи с объединением титулов чемпиона Европы и чемпиона Хардкора c Интерконтинентальным чемпионством WWE. | [ 31 ]                                       |

### Женские чемпионства
| Чемпионский титул                                                              | Дата создания         | Первый чемпион(ы) (Название команды)  | Дата упразднения      | Последний чемпион(ы) (Название команды)         | Примечания                                                                              | Ссылки        |
| ------------------------------------------------------------------------------ | --------------------- | ------------------------------------- | --------------------- | ----------------------------------------------- | --------------------------------------------------------------------------------------- | ------------- |
| Мировые                                                                        |                       |                                       |                       |                                                 |                                                                                         |               |
| Чемпионат WWE среди женщин WWE Women Championship (англ.)                      | 18 сентября 1956 года | Невероятная Мула                      | 19 сентября 2010 года | Лейла                                           | Титул был упразднён в связи его объединения с чемпионатом Див.                          | [ 64 ] [ 65 ] |
| Чемпионат WWE среди Див WWE Divas Championship (англ.)                         | 20 июля 2008 года     | Мишель Маккул                         | 3 апреля 2016 года    | Шарлотт                                         | Титул был упразднён в связи с его преобразованием в новое Чемпионство WWE среди женщин. | [ 66 ]        |
| Командное                                                                      |                       |                                       |                       |                                                 |                                                                                         |               |
| Командный чемпионат WWF среди женщин WWF Women’s Tag Team Championship (англ.) | 13 мая 1983 года      | Велвет Макинтайр и Принцесса Виктория | 14 февраля 1989 года  | Гламурные Девчонки (Джуди Мартин и Лейлани Кай) | Титул перестал использоваться без официального объявления.                              | [ 20 ]        |

### Комментарии
1. ↑  WWF отказалось от титула в 1989 году, вследствие чего титул перешёл в New Japan Pro Wrestling (NJPW); NJPW отказалось от титула в 1992 году.
2. 1 2 3  В WWE титул стал защищаться после покупки промоушном WWE промоушна WCW.
3. 1 2  Этот титул принадлежал промоушну WCW, и после покупки промоушна федерацией WWE (была представлена сюжетной линии Вторжение (реслинг)) WWE в WCW.
4. ↑  Титул был приобретён WWE вместе с покупкой ECW.
5. ↑  После покупки промоушна ECW, WWE через несколько лет возродили его как 3 бренд, а возрождённый титул закрепили за ним.
6. ↑  Титул был вручён Робу Ван Даму после его победы в поединке за чемпионство WWE 11 июня 2006 года.
7. ↑  Многие даты чемпионства, его смена, количество дней чемпионства у рестлера и другие точно не определены.
8. ↑  Было представлено, что Паттерсон объединил свой титул чемпиона Северной Америки WWF в тяжелом весе с титулом чемпиона Южной Америки WWF в тяжелом весе на турнире в Рио-де-Жанейро, хотя и турнир, и южноамериканский чемпионат был полностью вымышленным.
В итоге появился Интерконтинентальный чемпион в тяжелом весе WWF ныне Интерконтинентальный чемпион WWE.
9. ↑  Тем не менее титул продолжал действовать ещё год, до 16 августа 2010 года, когда руководство WWE решило вручить эти пояса (модели 2002 года) в качестве награды двум членам группировки Династия Хартов.
10. ↑  Титул был объединён с титулом Чемпиона WCW в первом тяжёлом весе но официально его упразднили только 8 марта 2002 года.
11. ↑  Титул Чемпион WCW в первом тяжёлом весе позже был переименован в Чемпионство WWE в первом тяжёлом весе.
12. ↑  25 сентября 2007 года Хорнсвоггл сложил с себя полномочия чемпиона.
13. ↑  4 марта 2008 года на сайте WWE титул был перемещён в раздел упразднённых.